# カヴェルナーゴ
カヴェルナーゴ（伊: Cavernago ( 音声ファイル)）は、イタリア共和国ロンバルディア州ベルガモ県にある、人口約2,600人の基礎自治体（コムーネ）。

## 地理

### 位置・広がり
ベルガモ県中部のコムーネ。県都ベルガモから南東へ10km、州都ミラノから東北東へ49kmの距離にある。

#### 隣接コムーネ
隣接するコムーネは以下の通り。
- カルチナーテ
- ギザルバ
- グラッソッビオ
- セリアーテ
- ウルニャーノ
- ザーニカ

### 地震分類
イタリアの地震リスク階級 (it) では、3 に分類される
。